# Alfonso Rojo López
Alfonso Rojo López (Ponferrada, 1948), és un periodista, escriptor, tertulià de televisió i corresponsal de guerra espanyol. Actualment dirigeix Periodista Digital.

## Biografia
Llicenciat en Dret i en Ciències de la Informació, Alfonso Rojo inicia la seva trajectòria professional el 1976, fent de fotògraf durant els inicis de Diario 16. El 1979, treballant de reporter de guerra, va conviure amb els guerrillers sandinistes durant la guerra civil de Nicaragua. També va presenciar l'enderrocament del Mur de Berlín el 1989.
El 1989 va abandonar Diario 16 per a formar part de l'equip fundador d'El Mundo. Va ser adjunt fins al desembre de 2004, quan va abandonar el diari després d'una disputa que finalment va evitar el judici, amb una solució amistosa. Va ser aleshores quan va assumir la direcció de Periodista Digital, retratant la Guerra del Golf (1991) i, anys més tard, la Guerra d'Iraq (2003), així com el conflicte armat de l'Afganistan. El seu càrrec com a corresponsal per a diversos mitjans de comunicació inclou estades a Nova York, Londres i Mèxic.
Col·labora amb el diari ABC com a columnista i participa en diferents tertúlies d'actualitat principalment en programes de ràdio com Es la mañana de Federico (d'EsRadio, amb Federico Jiménez Losantos) i a Las mañanas de RNE (a Ràdio Nacional d'Espanya, amb Alfredo Menéndez). A la televisió és un dels tertulians habituals de programes com Al rojo vivo de La Sexta, El gato al agua d'Intereconomía amb Javier Algarra, el programa de debat La noche en 24 horas de TVE i a la taula política de El programa de Ana Rosa a Telecinco, amb la seva exdona Ana Rosa Quintana. Ha participat també a El gran debate de Telecinco amb Jordi González i a La tarde con Cristina de Castilla y León Televisión.
Ha guanyat diversos premis, entre ells el del Club Internacional de Premsa pel millor treball periodístic espanyol a l'estranger, la medalla Jenofonte, atorgada per la Unió de Periodistes Grecs i el Premi Julio Camba.

## Polèmiques
Alfonso Rojo ha estat protagonista de diverses polèmiques. L'abril de 2014 va ser expulsat del plató del programa La Sexta Noche per anomenar «grassoneta» a la portaveu de la Plataforma d'Afectats per la Hipoteca, Ada Colau. Després de l'enrenou causat per les seves declaracions, va assegurar que la causa de la polèmica van ser els «126.000 pollosos» que seguien a Colau al Twitter.
El juliol de 2014, arran de l'acalorada discussió en un programa de televisió entre Beatriz Montañez i Bertín Osborne sobre el govern bolivarià de Veneçuela, Alfonso Rojo va carregar contra la primera cridant «burra des que els seus pares eren nuvis» i afirmant que tenia la mateixa cultura que «la moto d'Ángel Nieto». A més, des de la Comissió d'Arbitratge, Queixes i Deontologia del Periodisme de la Federació d'Associacions de Periodistes d'Espanya (FAPE), es va afirmar que Alfonso Rojo va vulnerar diversos punts del seu codi deontològic en qualificar, en una notícia, de «pardilla» una dona que havia estat víctima d'abusos sexuals. No va ser la primera vegada que la FAPE va condemnar la tasca de Rojo, a qui ja havia reprès per «faltar a la veritat» en diverses informacions publicades a Periodista Digital.
Alfonso Rojo en diverses tertúlies televisives va qualificar el líder de Podem, Pablo Iglesias, de «xoriço» i «pispa», motiu pel qual va ser denunciat per la formació política. D'altra banda, el mitjà Eldiario.es («Los periodistas 'fake' de Periodista Digital: identidad falsa, foto sacada de Internet y currículum inventado») ha publicat que diversos suposats periodistes de Periodista Digital no tan sols no existeixen, sinó que són fraus construïts amb rostres obtinguts de bancs d'imatges de la xarxa.

## Obra
Ha publicat diversos llibres periodístics i algunes novel·les. Entre els seus títols hi destaquen:
- La comida del tigre (1980)
- Diario de la guerra (1991)
- Moscú sin brújula (1992)
- Yugoslavia, holocausto en los Balcanes (1992)
- La odisea de la tribu blanca (1993)
- Reportero de guerra (1995)
- El sonido del cascabel (1996)
- El ojo ajeno (1997)
- Instinto Animal (1998)
- Pecado (2000)
- Matar para vivir (2002)